# Holger Rose
Holger Rose es un deportista de la RDA que compitió en remo. Ganó dos medallas de plata en el Campeonato Mundial de Remo, en los años 1987 y 1989.

## Palmarés internacional
| Campeonato Mundial | Campeonato Mundial     | Campeonato Mundial | Campeonato Mundial |
| Año                | Lugar                  | Medalla            | Prueba             |
| ------------------ | ---------------------- | ------------------ | ------------------ |
| 1987               | Copenhague (Dinamarca) | Medalla de plata   | Ocho con timonel   |
| 1989               | Bled (Yugoslavia)      | Medalla de plata   | Ocho con timonel   |